# Myrmeleon circulis
Myrmeleon circulis är en insektsart som beskrevs av Youhui Bao och Wang 2006. Myrmeleon circulis ingår i släktet Myrmeleon och familjen myrlejonsländor. Inga underarter finns listade i Catalogue of Life.